# Lucy (stripreeks)
Lucy is een Franse stripreeks die begonnen is in juni 2004 met Philippe Thirault als schrijver en Marc Malès als tekenaar.

## Albums
Alle albums zijn geschreven door Philippe Thirault, getekend door Marc Malès en uitgegeven door Dupuis.
1. Hoop doet leven
2. Wolven op wacht